# فريدريك هورنمان
فريدريك كونراد هورنمان (15 سبتمبر 1772 - 1801) مستكشف ألماني في إفريقيا.

## النشأة
ولد هورنمان في مدينة هيلدسهايم، وتقع في ولاية سكسونيا السفلى بألمانيا على بعد حوالي 30 كم من جنوب شرق هانوفر. كان والده فريدريك جورج هورنمان أول قسيس في سانت أندرياس [الإنجليزية]. كانت والدته كاثرينا دوروثيا جوليان (13 مارس 1744-15 مارس 1799) تنتمي لعائلة عضو المجلس الكنسي والمشرف العام فريدريك أندرياس كروم في آلفلد. نشأ فريدريك هورنمان مع شقيقتين كبيرتين وأخ أصغر وذهب إلي مدرسة أندرينوم الثانوية. عندما توفي والده في 2 يوليو 1787، تم أخذ فريدريك في رعاية عمه لودفيج جوتليب كروم، الذي عاش مع عائلته الكبيرة في ضائقة اقتصادية. كان أحد أبناء العمومة جورج إرنست فيلهلم كروم.

## مسيرته الإستكشافية
في شبابه عرض خدماته على الرابطة الأفريقية في لندن كمستكشف في إفريقيا في بداية عام 1796. أرسلته الرابطة الأفريقية إلى جامعة غوتنغن لدراسة اللغة العربية والاستعداد لبعثة استكشافية من الشرق إلى المناطق المجهولة في شمال إفريقيا. في سبتمبر 1797 وصل إلى مصر حيث تابع دراسته. عندما غزا الفرنسيون البلاد تحصن بقلعة في القاهرة لحمايته من تعصب الجماهير ثم حرره الفرنسيون وتحصل على رعاية بونابرت. في 5 سبتمبر 1798 انضم إلى قافلة عائدة إلى المغرب العربي من مكة، وصحب مجموعة من تجار فزان الذين رافقوا الحجاج. بصفته مسيحيًا معلنًا، لم يُسمح له بالانضمام إلى القافلة، فانتحل هورنمان شخصية شاب مملوك يتاجر مع فزان. وكان يتحدث اللغتين العربية والتركية بشكل معتدل، ورافقه كخادم ومترجم جوزيف فرويدنبورغ، وهو ألماني اعتنق الإسلام وحج ثلاث مرات إلى مكة. سافر عن طريق واحات سيوة وأوجلة، وعبر الهروج السود إلى تمسة في فزان. تم وصل إلى مرزق في 17 نوفمبر 1798. 
عاش هورنمان في مرزق حتى يونيو 1799، ثم انطلق إلى مدينة طرابلس، وأرسل مذكراته في أغسطس من نفس العام إلى لندن. ثم عاد إلى مرزق. لا شيء معروف بعد ذلك على وجه اليقين بشأنه أو بشأن رفيقه. في مرزق جمع هورنمان قدرًا كبيرًا من المعلومات الجديرة بالثقة بشأن شعوب ودول الصحراء الغربية ووسط السودان، وعندما غادر طرابلس كان ينوي التوجه مباشرة إلى بلد الهوسا ، وهي المنطقة التي كان أول أوروبي يذهب إليها بالتأكيد. حدد. وكتب في مذكراته: «إذا لم أهلك في مهمتي وآمل في غضون خمس سنوات أن أكون قادرًا على جعل المجتمع على دراية أفضل بالأشخاص الذين قدمت لهم هذا الوصف الموجز.». سمع القنصل البريطاني في طرابلس من مصدر يُعتقد أنه جدير بالثقة أن يوسف (اسم هورنمان المسلم) كان في كاتسينا حوالي يونيو 1803 في شمال نيجيريا، ويتمتع بصحة جيدة ويحظى باحترام كبير كمرابط . وصل تقرير إلى مرزق عام 1819 مفاده أن مسافراً ذهب إلى نوفي ( نوبي ) وتوفي هناك. كان هورنمان أول أوروبي في العصر الحديث يجتاز الصحراء الشمالية الشرقية ، وحتى عام 1910 لم يتبع أي مستكشف آخر طريقه عبر الهروج السود من أوجلة إلى تمسا.
طُبع النص الأصلي لمجلة هورنمان، التي كُتبت باللغة الألمانية، في فايمار عام 1801؛ ترجمة إنجليزية، مجلة رحلات فريدريك هورنمان، من القاهرة إلى مرزق: عاصمة مملكة فزان في إفريقيا بخرائط وأطروحات للرائد جيمس رينيل في لندن عام 1802. تم نشرت ترجمة فرنسية للترجمة الإنجليزي، بأمر من القناصل الأوائل ومُزودة بملاحظات ومذكرات عن الواحات المصرية بواسطة لوي ماتيو لانجلس، في باريس بعدها بعام. النسخة الفرنسية هي الأكثر قيمة من بين الثلاثة. راجع أيضًا وقائع الرابطة الأفريقية (1810)، والمجلة الجغرافية نوفمبر 1906.

## روابط خارجية
- مجلة رحلات فريدريك هورنمان ، من القاهرة إلى مرزوق : عاصمة مملكة فزان بإفريقيا نسخة كاملة من الكتاب archive.org